# Monastero dei Teatini
Il monastero dei Teatini, attiguo alla chiesa di Santa Irene, è un edificio barocco di Lecce, sede, per diversi secoli, dei padri teatini. Con la soppressione degli ordini religiosi, la chiesa e il monastero furono ceduti al Comune di Lecce che si preoccupò di conservare l'apertura al culto della Chiesa affidandola a due padri teatini leccesi. 
Attualmente il monastero è utilizzato come contenitore culturale, per mostre e fiere. Famosa è la mostra dei presepi che si tiene ogni anno nel mese di dicembre.
Il complesso conventuale poteva accogliere quaranta padri che nel primo trentennio del Seicento di certo abitarono la struttura, mentre nel 1762 fu istituito un educandato per i giovani che volevano entrare nell'ordine.
I diversi rimaneggiamenti e le numerose utilizzazioni come caserma, scuola e sede di uffici municipali hanno modificato l'originaria conformazione del complesso. L'edificio si sviluppa su tre livelli: un pian terreno, un parziale ammezzato e un primo piano. Gli ambienti distinti in quattro corpi di fabbrica si sviluppano attorno ad un chiostro quadrangolare e sono collegati tra di loro da un portico voltato a crociere al piano inferiore e da un passaggio corridoio a quello superiore. Il chiostro è movimentato da un ritmico succedersi di arcate a tutto sesto, impostate su alti pilastri al pian terreno e da una teoria di finestre architravate con timpano triangolare inserite in specchiature geometriche al primo piano; il cornicione finale, con motivi a dentelli, chiude in maniera armonica la superficie. Gli ambienti sono generalmente coperti da una volta a stella e a crociera realizzati in pietra leccese e carparo. 